# Jefferson County (Nebraska)
 For alternative betydninger, se Jefferson County. (Se også artikler, som begynder med Jefferson County)
Jefferson County er et county i den amerikanske delstat Nebraska. Det er opkaldt efter Thomas Jefferson, U.S.A.'s tredje præsident. Det administrative centrum i Jefferson County er byen Fairbury.
I Nebraskas nummerpladesystem har Jefferson County præfikset 33, fordi dette county havde 33.-flest køretøjer registreret, da Nebraska indførte nummerplader i 1922.

## Geografi
Jefferson County har et areal på 1.491 km², hvoraf 1.484 km² er land og 6 km² (0,43%) vand.
40°10′N 97°09′V / 40.17°N 97.15°V